# Ghost Song (album de Cécile McLorin Salvant)
Albums de Cécile McLorin Salvant
The Window
(2018) Mélusine
(2023)
Ghost Song est un album de la chanteuse et pianiste de jazz franco-américaine Cécile McLorin Salvant, publié le 4 mars 2022 chez Nonesuch Records.

## À propos de la musique
Si Cécile McLorin Salvant est associée au jazz, l'album dépasse ces frontières, présentant des styles assez variés,
, naviguant entre pop, world et folk. Pour autant, selon la chanteuse : « pour la première fois, j'ai pensé à l'album comme un tout et non comme une collection de chansons. Même si, à cause de la pandémie, l’enregistrement s’est étalé sur un an et demi ».

« Le disque ne ressemble à rien de ce que j'ai fait auparavant, cela se rapproche de ma personnalité en tant que conservateur éclectique. J'embrasse mon étrangeté ! […] Les chansons se correspondent, elles sont comme des jumeaux fraternels, ou l'un est le jumeau maléfique de l'autre. Moi, en tant que vivant, je suis visité par le fantôme, puis je vais visiter le fantôme à mon tour. »

— Cécile McLorin Salvant.
L'album traite du thème des fantômes, de la nostalgie et du désir,. Il est marqué par deux décès : celui de l'ancien batteur de son trio Lawrence Leathers, mort brutalement en 2019, et celui de sa grand-mère, disparue après l'enregistrement. Pourtant le disque n'est jamais sombre.
Sur les douze morceaux de l'album, Cécile McLorin Salvant signe sept compositions, qui sont les morceaux les plus remarquables de l'album. C'est son premier album où il y a plus de compositions originales que de reprises.
C'est son premier album signé chez Nonesuch Records, et également son premier album à ne pas être enregistré avec un groupe particulier : plusieurs musiciens et ensembles instrumentaux se succèdent.

## À propos des morceaux

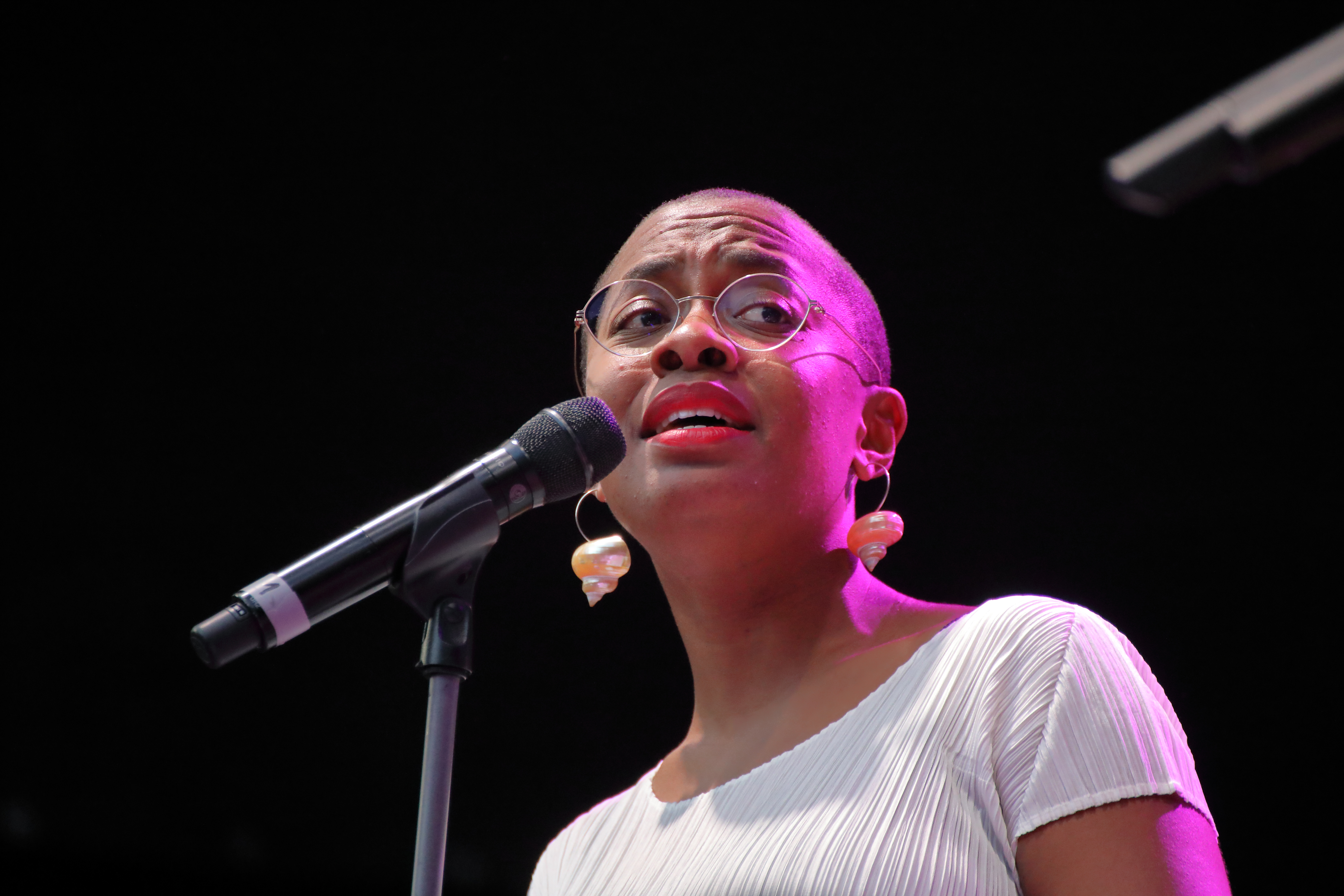
Cécile McLorin Salvant en 2019.

L'album est construit en miroir, dans lequel chaque chanson répond à une autre, comme un jumeau, un fantôme positif ou négatif. I Lost My Mind est au cœur de l'album, et l'album s'ouvre et se termine avec du sean-nós, un style de chant traditionnel irlandais. La première chanson, Wuthering Heights de Kate Bush, est ainsi liée à la dernière, Unquiet Grave, un chant traditionnel irlandais,. Les deux chansons sont enregistrées dans une église, en hiver, par un froid glacial. Wuthering Heights est inspirée par le roman éponyme d'Emily Brontë, que McLorin Salvant a relu pendant le confinement.
Suit un medley associant Optimistic Voices, une chanson extraite du Magicien d'Oz en version avant-garde, avec No Love Dying, une ballade de Gregory Porter. Le morceau-titre, Ghost Song, évoque le blues de l'amour perdu. Le morceau tire des éléments de l'americana et du R&B, et évoque une work song.
Le morceau le plus long de l'album, Until, une chanson de Sting, commence par un duo entre la chanteuse et le pianiste Sullivan Fortner, puis évolue en une sorte de tango avec un solo de Alexa Tarantino à la flûte.
I Lost My Mind est le morceau le plus expérimental de l'album, qui débute en duo avec Aaron Diehl (en), avant que ce dernier passe à l'orgue, dans un motif circulaire à 7 temps qui évoque Steve Reich,,. Le morceau est influencé par les « Mad Songs » (« chansons folles ») baroques, en vogue au XVIIe siècle et au début du XVIIIe siècle en Angleterre, dans lesquelles, en général, des personnages féminins expriment la folie causée par un amour impossible,
Moon Song, une composition de la chanteuse enregistrée en piano trio avec Aaron Diehl, peut évoquer Sarah Vaughan,. Sur Trail Mix, Cécile McLorin Salvant est seule au piano. The World Is Mean est une chanson issue de L'Opéra de quat'sous de Kurt Weill, sur laquelle McLorin Salvant montre son goût pour le contraste, faisant passer sa voix du murmure intime à la théâtralité rigolarde.
Dead Poplar met en musique une lettre du photographe Alfred Stieglitz à la peintre Georgia O'Keeffe. Thunderclouds a l'intensité d'une chanson écrite par Norah Jones et chantée par Joni Mitchell. On y entendu une citation de Colette, qu'elle chante à la fin de la chanson avec ses nièces.

## Réception critique
L'album est salué par la critique (JazzTimes , etc.)
Frank Alkyer de DownBeat écrit : « ses jeux sur les mots, taquins et narquois, la pousse non seulement à chanter des paroles, mais à plonger dans des rôles avec le zèle d'un acteur. […] La musicalité tout au long est impeccable, parfois stimulante, parfois apaisante, toujours fidèle à la profondeur de chaque chanson. […] Salvant est une chanteuse réfléchie, qui a conçu Ghost Song comme une œuvre d'art, où chaque chanson progresse jusqu'au dénouvement, comme une grande pièce de théâtre ». Philippe Renaud (Le Devoir) ajoute : « ce que démontre Ghost Song, en revanche, c’est la vive et fertile imagination de la musicienne, qui fait exploser les timbres (cet orgue qui tapisse I Lost My Mind, quelle idée de génie !), les textures et les rythmes sur cet album traversé par les thèmes des fantômes et de la nostalgie ».

## Pistes
| No  | Titre                           | Musique                                                      | Durée |
| --- | ------------------------------- | ------------------------------------------------------------ | ----- |
| 1.  | Wuthering Heights               | Kate Bush                                                    | 2:44  |
| 2.  | Optimistic Voices/No Love Dying | Harold Arlen, Herbert Stothart, Edgar Harburg/Gregory Porter | 7:24  |
| 3.  | Ghost Song                      | Cécile McLorin Salvant                                       | 3:23  |
| 4.  | Obligation                      | Cécile McLorin Salvant                                       | 1:33  |
| 5.  | Until                           | Sting                                                        | 6:32  |
| 6.  | I Lost My Mind                  | Cécile McLorin Salvant                                       | 3:41  |
| 7.  | Moon Song                       | Cécile McLorin Salvant                                       | 3:05  |
| 8.  | Trail Mix                       | Cécile McLorin Salvant                                       | 2:24  |
| 9.  | The World Is Mean               | Kurt Weill, Bertolt Brecht, Marc Blitzstein                  | 4:48  |
| 10. | Dead Poplar                     | Cécile McLorin Salvant                                       | 2:36  |
| 11. | Thunderclouds                   | Cécile McLorin Salvant                                       | 3:37  |
| 12. | Unquiet Grave                   | Trad. arrangé par Cécile McLorin Salvant                     | 4:21  |

## Musiciens
Sur Wuthering Heights
- Cécile McLorin Salvant : chant
- Paul Sikivie : basse électrique

Sur Optimistic Voices/No Love Dying, Until et The World Is Mean
- Cécile McLorin Salvant : chant
- Sullivan Fortner : piano
- James Chirillo : banjo
- Alexa Tarantino : flûte

Sur Ghost Song
- Cécile McLorin Salvant : chant
- Sullivan Fortner : piano, chant
- Burniss Travis : basse
- Brooklyn Youth Chorus : chœurs

Sur Obligation
- Cécile McLorin Salvant : chant
- Sullivan Fortner : piano
- Paul Sikivie : basse
- Kyle Poole : batterie

Sur I Lost My Mind
- Cécile McLorin Salvant : chant, piano
- Aaron Diehl (en) : orgue

Sur Moon Song
- Cécile McLorin Salvant : chant
- Aaron Diehl : piano
- Paul Sikivie : basse
- Kyle Poole : batterie

Sur Trail Mix
- Cécile McLorin Salvant : piano

Sur Dead Poplar
- Cécile McLorin Salvant : chant
- Aaron Diehl : piano
- Daniel Swenberg : luth, théorbe
- Paul Sikivie : basse
- Kyle Poole : batterie

Sur Thunderclouds
- Cécile McLorin Salvant : chant, piano
- Sullivan Fortner : piano, chant
- Marvin Sewell : guitare
- Burniss Travis : basse
- Iris McLorin Picot, Violette McLorin Picot : chant